# 北方海峽薩利希語
北方海峽薩利希語支是薩利希語系的一個分支，包括了下列各個方言：
- 蘭蜜語（英语：Lummi language）（Xwlemiʼchosen, xʷləmiʔčósən，己消亡†）
- 斯阿米希語（英语：Samish）（Siʔneməš）
- 薩尼奇語（ , SENĆOŦEN, sənčáθən, sénəčqən）
- 塞米亞穆語（ Tah-tu-lo，己消亡†）
- 桑吉斯語（Songhees，Lək̓ʷəŋín̓əŋ，己消亡†）
- 蘇克語（Tʼsou-ke，c̓awk，己消亡†）

雖然以上這些方言都是相互意思疎通，但各種方言在傳統上均被當作不同的語言處理，而且相互之間並沒有一個各種語言均完全包含的原始詞語。
北方海峽薩利希語跟克拉勒姆語共同組成了中央海岸薩利希語的海岸薩利希語分支。雖然北方海峽薩利希語跟克拉勒姆語的關係是這樣的密切，但兩種語言並不能相互意思疎通。有關北方海峽薩利希語的音系，請參看：薩尼奇語。